# Lady Friend
Lady Friend è un singolo del gruppo musicale statunitense The Byrds, pubblicato nel 1967.
La canzone è stata scritta da David Crosby.

## Tracce
- 7" (USA)

1. Lady Friend
2. Old John Robertson

- 7" (UK)

1. Lady Friend
2. Don't Make Waves